# Centrale solaire Shams
La centrale Shams (de l'arabe شمس soleil) est une centrale solaire thermodynamique à concentration près de Madinat Zayed, dans l'ouest des Émirats arabes unis, pays pétrolier qui dans le cadre de sa transition énergétique a l'objectif de produire 7 % de ses besoins en énergie via des énergies renouvelables. 

## Superficie et Localisation
La centrale Shams I a été installée dans le désert, près de Madinat Zayed, dans l’ouest du pays, à 120 km au sud-ouest d'Abou Dhabi et à 6 km de Madinat Zayed sur la route entre Tarif et l'oasis de Liwa. 
La surface occupée par les installations  de Shams 1 est de 2,5 km2.

## Technologies retenues
Il s'agit de centrales d'énergie solaire dites « à concentration » car l'énergie est concentrée par 9200 miroirs en cylindro-parabolique. Chaque miroir mesure 12 m de long.
Le premier volet du projet, Shams I a une capacité de 100 MW (besoin électrique de 20 000 foyers environ), ce qui en fait une des plus grandes centrales de ce genre du monde. 

## Mises en service progressives
Initialement prévue en 2012, l'inauguration s'est faite le 17 mars 2013. 
Le projet sera suivi des centrales de Shams II et Shams III.

## Ingénierie

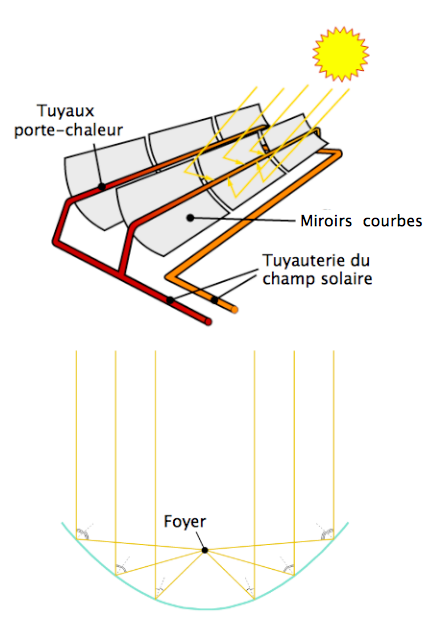
Forme creuse des miroirs pour capter l'énergie solaire

Shams I est une centrale solaire à concentration ayant une capacité de 100 MW qui utilise la technique des miroirs en cylindre parabolique. 
La centrale est composée de 258 000 miroirs creux, 192 boucles de capture solaire, chacune munie de 8 unités de capture solaire, 768 unités de capture solaire et 27 648 tuyaux absorbants. 
L'ingénierie a été développée par AG Ingeniería, les conseillers du projet sont de la firme Fichtner Consulting Engineers, le matériel est conçu et fourni par Foster Wheeler et la centrale est muni de capteurs solaires produits par Abengoa Solar. La turbine à vapeur de 125 MW est fournie par MAN Turbo, les miroirs creux en verre proviennent de Flabeg, les tuyaux porte-chaleur sont produits par l'allemand Schott AG et contiennent le fluide caloporteur de Solutia.

## Histoire, financements et coût
Le projet « Shams I » a été validé en juillet 2010 et développé par Shams Power Company (fond spécialisé d' Abu Dhabi Future Energy Company (Masdar). Peu après, en octobre 2010 selon Bloomberg, les auteurs du projet ont pris conscience du fait que le rayonnement solaire ne pourrait être intégralement capté Shams en raison de la teneur de l'air en aérosols et poussières, et qu'il faudrait des capteurs solaires supplémentaires pour atteindre l'objectif de puissance électrique. 
« Shams I » a été financé par Masdar à 60 %, par le français Total SA pour 20 % et par l'espagnol Abengoa Solar pour 20 %. 
« Shams I » a coûté environ 600 millions de dollars (US$) pour une puissance de 100 mégawatts, soit 6 $/Watt. 
Les retours d'expérience pourraient diminuer les coûts d'installation et de fonctionnement des deux autres phases.

## Enjeux
Un tel projet prépare le pays à une transition énergétique vers des énergies plus "décarbonées".
Il peut aussi contribuer à valider ou améliorer les études de faisabilité du projet Desertec. 
Il intégré une technologie sobre en eau, ce qui est un critère important pour les régions désertiques. 
De telles centrales peuvent aussi stocker une partie de la chaleur collectée le jour  pour continuer à produire de l’électricité la nuit.